# Tatobotys africana
Tatobotys africana är en fjärilsart som beskrevs av Ghesquière 1942. Tatobotys africana ingår i släktet Tatobotys och familjen Crambidae. Inga underarter finns listade i Catalogue of Life.